# 이나코촌
이나코촌(依那古村)은 일본 미에현 나가군에 설치되었던 촌이다. 현재의 이가시 중심부의 남방에 해당한다.